# Herrarnas hopp i gymnastik vid olympiska sommarspelen 1984
Herrarnas hopp i gymnastik vid olympiska sommarspelen 1984 avgjordes den 29 juli till 4 augusti i Los Angeles.

## Medaljörer
| Gren           | Guld         | Silver               | Brons        |
| Herrarnas hopp | Lou Yun Kina | Mitchell Gaylord USA | Ingen utsedd |
| Herrarnas hopp | Lou Yun Kina | Koji Gushiken Japan  | Ingen utsedd |
| Herrarnas hopp | Lou Yun Kina | Shinji Morisue Japan | Ingen utsedd |
| Herrarnas hopp | Lou Yun Kina | Li Ning Kina         | Ingen utsedd |

## Resultat
| Placering | Gymnast                | C      | O      | Kval   | Final | Totalt |
| --------- | ---------------------- | ------ | ------ | ------ | ----- | ------ |
|           | Lou Yun (CHN)          | 10,000 | 10,000 | 10,000 | 9,950 | 19,950 |
|           | Li Ning (CHN)          | 10,000 | 9,750  | 9,875  | 9,950 | 19,825 |
|           | Koji Gushiken (JPN)    | 9,850  | 9,900  | 9,875  | 9,950 | 19,825 |
|           | Mitchell Gaylord (USA) | 9,950  | 9,900  | 9,925  | 9,900 | 19,825 |
|           | Shinji Morisue (JPN)   | 9,950  | 9,750  | 9,850  | 9,975 | 19,825 |
| 6         | James Hartung (USA)    | 9,900  | 9,900  | 9,900  | 9,900 | 19,800 |
| 7         | Warren Long (CAN)      | 9,850  | 9,850  | 9,850  | 9,850 | 19,700 |
| 8         | Daniel Wunderlin (SUI) | 9,900  | 9,800  | 9,850  | 9,775 | 19,625 |